# Vena condílea posterior
La vena emisaria condílea es una pequeña vena que discurre por el conducto condíleo del cráneo y conecta el seno sigmoideo con la vena vertebral o la vena yugular interna.